# Keep the Faith: An Evening with Bon Jovi
Keep the Faith: An Evening with Bon Jovi – koncert zespołu Bon Jovi wyemitowany przez telewizję MTV w 1992, tuż przed wydaniem albumu Bon Jovi, Keep the Faith. Formacja podczas występu zaprezentowała zarówno własne utwory jak i covery, oraz premierowo materiał z Keep the Faith. Ponadto album zawiera kompilację zdjęć i nagrań archiwalnych zza kulis. Sfilmowany koncert miał miejsce 25 października 1992 w Kaufman's Studios, Astoria, Queens w Nowym Jorku.

## Spis utworów
Opracowano na podstawie materiału źródłowego.
1. „With a Little Help From My Friends” (Lennon/McCartney)
2. „Love for Sale” (Bon Jovi/Sambora)
3. „Lay Your Hands on Me” (Bon Jovi/Sambora)
4. „Blaze of Glory” (Bon Jovi)
5. „Little Bit of Soul” (Bon Jovi/Sambora)
6. „Brother Louie” (Brown/Wilson)
7. „Bed of Roses” (Bon Jovi)
8. „Livin’ on a Prayer” (Bon Jovi/Sambora)
9. „Fever” (Davenport/Cooley)
10. „We Gotta Get Out of This Place” (Mann/Weil)
11. „It’s My Life” (Roger Atkins, Carl D’Errico)
12. „Wanted Dead or Alive” (Bon Jovi/Sambora)
13. „I’ll Sleep When I’m Dead” (Bon Jovi/Sambora)
14. „Bad Medicine” (Bon Jovi/Sambora)
15. „Keep the Faith” (Bon Jovi/Sambora)